# Yvonne Tratz
Yvonne Tratz (* 1957 in Hamburg) ist eine deutsche Kamerafrau.

## Leben
Yonne Tratz wurde ab 1977 als Kameraassistentin tätig und wirkte in dieser Funktion u. a. bei den Serien Drei Damen vom Grill oder Wolffs Revier mit. Ab Anfang der 1980er Jahre wurde sie als selbständige Kamerafrau aktiv. Zu ihren Arbeiten gehören Serien wie Hinter Gittern oder Die Sitte sowie diverse Fernsehfilme.
Seit 2009 lebt sie in Fehrbellin in Brandenburg.

## Filmografie (Auswahl)
- 1998: Wolffs Revier (Fernsehserie, 4 Folgen)
- 1998–1999: Hinter Gittern – Der Frauenknast (Fernsehserie, 10 Folgen)
- 2001: Ein Fall für zwei (Fernsehserie, 2 Folgen)
- 2003: Held der Gladiatoren
- 2003–2004: Die Sitte (Fernsehserie, 6 Folgen)
- 2004: Hai-Alarm auf Mallorca
- 2006: Die Sturmflut
- 2007: Ein Teufel für Familie Engel
- 2009: Ein Hausboot zum Verlieben
- 2011: Ein Sommer in Paris
- 2012: Heiter bis tödlich: Fuchs und Gans (Fernsehserie, 4 Folgen)
- 2014: Ein Fall von Liebe – Annas Baby
- 2015: Heimat ist kein Ort